# Мэсси, Джеральд
Дже́ральд Мэ́сси (англ. Gerald Massey, 29 мая 1828 года неподалёку от Тринга в графстве Хартфордшир, Англия — 29 октября 1907 года) — английский поэт и египтолог-любитель.

## Биография
Мэсси родился в бедной семье. Он начал работать ребёнком на шёлкопрядильной фабрике, откуда сбежал на более лёгкую работу.
С 1880 по 1907 год Мэсси возглавлял религиозное движение, известное как «Орден друидов». Мэсси начал публиковаться в журнале под названием «Дух свободы», который позже стал редактировать. Ему было лишь двадцать два, когда он опубликовал свой первый том поэмы «Голоса свободы и песен о любви»(1850).
Затем он опубликовал The Ballad of Babe Christabel  (1854), War Waits (1855), Havelock’s March (1860) и A Tale of Eternity (1869). Много лет спустя, в 1889 году, Мэсси издал сборник своих лучших книг в двухтомнике «My Lyrical Life». Кроме того, он опубликовал работы, посвящённые спиритизму, изучению сонетов Шекспира (1872 и 1890), и богословские работы спекулятивного направления.

## Теории
Однако популярность ему принесло увлечение египтологией и книги на эту тему: The Book of the Beginnings и The Natural Genesis. Незадолго до смерти он опубликовал книгу Ancient Egypt: The Light of the World, в которой провёл сравнение иудео-христианской и египетской религий, в данный момент вызывающее неоднозначную оценку . Например, совпадения в жизни Гора с эпизодами из жизни Христа не находят каких либо подтверждений или даже просто упоминаний в египетских религиозных источниках, также отсутствуют варианты имён Осириса и Гора указанные Мэсси в качестве совпадения.

#### Дата рождения
Многие критики отметили, что немалая часть предлагаемых параллелей Христа с Гором основана на дате рождения 25 декабря, указывая, что в Новом Завете нет никакого упоминания даты рождения Христа. Хорошо известно, что 25 декабря было выбрано Церковью в качестве даты Рождества лишь в IV веке, по политическим мотивам, с целью замены языческого празднования зимнего солнцестояния Р. Карриер указывает, что ранние христиане не считали, что Иисус родился 25 декабря. Точная дата рождения Христа заведомо неизвестна и даже с меньшей вероятностью приходится на это самое холодное время года, поскольку согласно Евангелию от Луки в момент Рождества пастухи пасли овец в поле.
Таким образом, по мнению критиков, хотя дата Рождества несомненно связана с датой зимнего солнцестояния, эта связь имеет совершенно иное объяснение, чем в книге Мэсси.